# 油川氏
油川氏（あぶらかわし）は、武家の一つ。甲斐武田氏支流。山梨郡油川勝山城 (甲斐国八代郡)を根拠とした。

## 概要
甲斐の守護大名である武田氏第16代当主・武田信昌（刑部大輔）の次男・信恵が中郡の山梨郡油川（現在の甲府市）を領したことに始まる。

### 戦国時代
延徳4年（1492年）、武田信昌は嫡男・信縄に家督を譲り隠居するが、信昌は次男・信恵を寵愛して家督を譲ろうとしたため父子対立が生じ、次男・信恵、三男・縄美が信昌に味方し武田氏は分裂。翌明応2年（1493年）には内訌が勃発し、双方に甲斐国人が加担し、周辺勢力も介入する事態に発展した（甲州乱国）、明応7年8月に起こった明応の大地震を契機に双方和睦に至り、正式に信縄が家督を継承し、永正2年（1505年）に信昌が死去した。
永正4年（1507年）に信縄が病死すると、信縄の嫡男・信直（後の信虎）が幼少ながら家督を継承し、その翌年の永正8年（1508年）、信恵は同母弟の岩手縄美と共に挙兵して信直に反旗を翻した。
信恵の母方の従兄弟にあたる都留郡の国人・小山田弥太郎等も信恵に加担し、今川氏の名代である伊豆韮山の伊勢宗瑞からも支援を受けたが、10月4日の勝山合戦で信直方に大敗し、信恵は弟の縄美と共に討たれた。この合戦で信恵の子である弥九郎・清九郎・珍宝丸も討死している。
生き残った信恵の子・信友（源左衛門尉、入道加賀守）は父・信恵の七回忌にあたる永正11年（1514年）3月、その菩提を弔うため油川山泉龍寺を建立した。信友は信虎・信玄の二代に仕え、天文19年（1550年）に信濃海野原（砥石崩れ）で戦死している。
なお、黒田基樹は信恵が族滅していることから、単に信友を信恵の子と考えることは検討の余地があるとし、別の武田家親類衆が家名を継承した可能性を指摘している。
系図類では信友の兄に信貞（播磨守）の存在を挙げ、その子に信名（左衛門佐）がいるとする。『武田源氏一流系図』は信貞の生母を武田信虎の妹で葛山氏の養子となり、信虎の娘を妻に迎えて子に御宿氏を称した信名と御宿友綱がいるとするが、丸島和洋は油川氏と葛山氏を結びつけること自体が油川夫人が葛山信貞を生んだことからの後付けの可能性が高いとしてその信憑性について疑問視している。
また、弘治3年（1557年）以前に信恵の孫とみられる油川殿が武田信玄の側室となり、信玄五男・仁科盛信、信玄六男・葛山信貞や信松尼、菊姫、(真理姫?)を産んでいる。
その後、信友の系統は信友の子・彦三郎が永禄4年（1561年）の第四次川中島の戦いにおいて戦死、その子・信次（四郎左衛門尉）は長篠の戦い（1575年）でそれぞれ戦死しており、信次の子・信貞が継承している。
『長篠軍記』によれば長篠の戦で油川宮内と油川左馬介が戦死したとされ、一族とみられるが系譜は定かではない。

### 武田氏滅亡後～江戸時代
天正10年（1582年）、織田・徳川連合軍による甲斐への侵攻の甲州征伐によって甲斐武田氏が滅亡すると、油川信貞は徳川家康に仕え、系譜は不明だが一族の油川刑部助・油川弥平も家康に出仕している（「天正壬午起請文」参照）。
信貞は関ヶ原の戦いに参陣や大坂の陣で伏見城在番を務め、寛永2年（1625年）10月に武蔵国都筑郡・上総国埴生郡・武射郡に350石を与えられ、寛永3年（1626年）に死去した。この家系は旗本として存続し、信貞の曾孫・信定の代に武田姓に復姓した。

## 系図
油川氏の系譜は資料によって混乱・誤記・重複が多く見られる。ここでは寛政重修諸家譜を元にまとめる。
- 信恵（彦八郎）

　　　|
- 信友（源左衛門尉、入道加賀守）

　　　|
- 信吉(彦三郎)

　　　|
- 信次（四郎左衛門尉）

　　　|
- 信貞（勝松、源兵衛、浄圓） - 江戸時代旗本、350石。

　　　|
- 信忠 - 江戸時代旗本、550石。大番。

　　　|
- 信似、女:猿渡（油川）、渡邊正利（油川）

　　　|
- 信定

　　　|
- 信照(萬五郎、五郎大夫、源光)

　　　|
- 信義(銕五郎、源兵衛)

　　　|
- 義比(邦之丞)